# Trichoplusia asapheia
Trichoplusia asapheia là một loài bướm đêm trong họ Noctuidae.